# El Mas Boscà, Argonautes i el Card
El Mas Boscà, Argonautes i el Card – miejscowość w Hiszpanii, w Katalonii, w prowincji Girona, w comarce Alt Empordà, w gminie Roses.
Według danych INE z 2005 roku miejscowość zamieszkiwały 294 osoby.